# Amphipoea lunata
Amphipoea lunata är en fjärilsart som beskrevs av Smith 1891. Amphipoea lunata ingår i släktet Amphipoea och familjen nattflyn. Inga underarter finns listade i Catalogue of Life.